# 漢貝爾島
漢貝爾島（英語：Humble Island）是南極洲的島嶼，位於帕默群島，處於諾瑟爾角東南面0.6公里的昂韋爾島西南岸，在1955年由英國研究隊測量，現時由南極條約體系管理。
64°46′S 64°06′W / 64.767°S 64.100°W